# Kolonie (Sternalice)
Kolonie – część wsi Sternalice w Polsce położona w województwie świętokrzyskim, w powiecie opatowskim, w gminie Lipnik.
W latach 1975–1998 Kolonie administracyjnie należały do województwa tarnobrzeskiego.